# Beihilfe (Strafrecht)
Der Begriff Beihilfe bezeichnet im deutschen Strafrecht eine Form der Beteiligung an einer Straftat. Sie ist im Allgemeinen Teil des Strafgesetzbuchs (StGB) in § 27 StGB geregelt.  Eine Beihilfe liegt vor, wenn jemand vorsätzlich einen Täter bei der Begehung einer Straftat unterstützt.

## Legaldefinition
Wegen Beihilfe gemäß § 27 Abs. 1 StGB wird bestraft, „wer vorsätzlich einem anderen zu dessen vorsätzlich begangener rechtswidriger Tat Hilfe geleistet hat.“ (Legaldefinition)

## Anforderungen an die Haupttat
Nach dem Wortlaut des § 27 StGB ist der Gehilfe nur dann strafbar, wenn er „einem anderen zu dessen vorsätzlich begangener rechtswidriger Tat“ Hilfe geleistet hat. Diese Tat eines anderen, die der Gehilfe unterstützt, wird als Haupttat bezeichnet. Es sind sinngemäß die gleichen Anforderungen an die Haupttat zu stellen wie bei der Anstiftung.
Es muss sich also auch für die Beihilfe bei der Haupttat um eine rechtswidrige – und bei Schuldhaftigkeit strafbare – Tat handeln. Schuldhaft muss der Haupttäter allerdings nicht handeln, damit sich der Gehilfe strafbar machen kann (Grundsatz der limitierten Akzessorietät). Dies ergibt sich auch hier aus dem Wortlaut des § 27 StGB („zu dessen vorsätzlich begangener rechtswidriger Tat“) und aus § 29 StGB, wonach jeder Beteiligte nach seiner eigenen Schuld bestraft werde.

## Beihilfehandlung („Hilfe geleistet hat“)
Für die Beihilfehandlung soll dabei nach überwiegender Ansicht jede Handlung des Gehilfen ausreichen, die geeignet ist, die Haupttat zu fördern.
Die Beihilfehandlung kann in unterschiedlicher Form geschehen, z. B. durch aktive Hilfeleistung (physische Beihilfe) oder durch motivierendes Bestärken (psychische Beihilfe). Umstritten ist, ob psychische Beihilfe auch durch Bestärkung des Tatentschlusses geleistet werden kann. Die herrschende Meinung bejaht die Möglichkeit einer psychischen Beihilfe durch Bestärkung des Tatentschlusses, wenn dadurch bei einem ansonsten fest zur Tat Entschlossenen bestimmte Hemmungen beseitigt oder Bedenken hinsichtlich der Tatausführung zerstreut werden. Im Schrifttum wird eine solche Form der Unterstützung teils abgelehnt, da sich die Beihilfe im Unterschied zur Anstiftung nicht auf die Beeinflussung des Täters, sondern auf die Gestaltung der Tat beziehen müsse. Es muss in jedem Fall eine fremde, rechtswidrige Haupttat vorliegen, welche von dem Gehilfen unterstützt wird.
Welches Verhalten für dieses „Unterstützen“ als ausreichend angesehen wird, ist umstritten. Die herrschende Lehre fordert, dass die Unterstützung des Gehilfen kausal für das Gelingen der unterstützten Haupttat sein muss. Die Rechtsprechung lässt es dagegen bereits ausreichen, wenn die Haupttat in irgendeiner Weise durch die Hilfeleistung gefördert wurde. Der Bundesgerichtshof (BGH) definiert dabei das Hilfeleisten wie folgt: „Diese Hilfeleistung muss sich auf die Begehung der Haupttat zwar nicht kausal auswirken; erforderlich ist aber, dass sie die Haupttat zu irgendeinem Zeitpunkt zwischen Versuchsbeginn und Beendigung in irgendeiner Weise erleichtert oder fördert“.„Zwar reicht die bloße Anwesenheit am Tatort in Kenntnis einer Straftat selbst bei deren Billigung nicht aus, die Annahme von Beihilfe im Sinne aktiven Tuns zu begründen [...]. Die Hilfeleistung im Sinne des § 27 Abs. 1 StGB kann jedoch auch in der Billigung der Tat bestehen, wenn sie gegenüber dem Täter zum Ausdruck gebracht und dieser dadurch in seinem Tatentschluß oder in seiner Bereitschaft, ihn weiter zu verfolgen, bestärkt wird und der Gehilfe sich dessen bewußt ist (sog. psychische Beihilfe[...])“ „Die bloße Anwesenheit am Tatort in Kenntnis einer Straftat reicht selbst bei deren Billigung dazu nicht aus“.
In den jüngsten NS-Prozessen gegen Wachpersonal der ehemaligen NS-Vernichtungslager wie John Demjanjuk oder Oskar Gröning hält die Rechtsprechung es deshalb für ausreichend, einen schnellen und reibungslosen Ablauf der Selektionen gewährleistet und damit auch die anschließenden Tötungsvorgänge in den Gaskammern erleichtert und beschleunigt zu haben, ohne dass diese Handlungen im Sinne eines konkreten Einzeltatnachweises für den Eintritt des späteren Tötungserfolgs in seinem konkreten Gepräge in irgendeiner Weise kausal geworden sein müssen. Erforderlich ist nur, dass der Angeklagte nicht nur „irgendwie anlässlich des Vernichtungsprogramms“ tätig geworden ist wie beispielsweise ein Arzt, der zur Betreuung der Wachmannschaft bestellt war und sich streng auf diese Aufgabe beschränkt hat, sondern ihm konkrete Handlungsweisen mit unmittelbarem Bezug zu dem organisierten Tötungsgeschehen schon im Vorfeld nachzuweisen sind.
Auch Beihilfe durch Unterlassen ist möglich, wenn jemand eine Garantenstellung innehat und sie nicht erfüllt.

## Subjektiver Tatbestand
Für die Annahme einer Beihilfehandlung ist es nicht notwendig, dass der Haupttäter davon Kenntnis hat.
Der Gehilfe selbst muss aber einen doppelten Teilnehmervorsatz haben: Der Vorsatz des Gehilfen muss sich sowohl auf die Haupttat des anderen als auch die eigene Beihilfehandlung beziehen.

## Zwingende Strafmilderung
Die mögliche Strafe für den Gehilfen geht von dem Strafrahmen für die Haupttat aus (§ 27 Abs. 2 Satz 1 StGB). Es gibt also keine eigene Strafandrohung oder einen eigenen Strafrahmen für die Beihilfe.
Die für Beihilfe angedrohte Strafe ist aber milder als für die jeweilige Haupttat (§ 27 Abs. 2 Satz 2 StGB): Der Strafrahmen der Haupttat ist zwar der Ausgangspunkt, er wird aber automatisch nach dem Schema aus § 49 Abs. 1 StGB abgesenkt. Genannt wird dies Strafrahmenverschiebung aufgrund zwingender vertypter Strafmilderungsgründe oder kurz: obligatorische Strafmilderung.

## Sonderfälle und Einzelfälle

### Versuchte Beihilfe
Der Versuch einer Beihilfe (versuchte Beihilfe) ist nicht strafbar. Wer also nur versucht, eine (vollendete oder versuchte) Haupttat zu fördern, macht sich (normalerweise) nicht strafbar. Nur bei einzelnen Straftatbeständen, in denen die Beihilfe einen eigenen Tatbestand bildet (z. B. § 96 Abs. 1 Nr. 1, Abs. 3 AufenthG), ist die versuchte Beihilfe ausnahmsweise mit Strafe bedroht.

### Beihilfe zum Versuch
Dagegen ist die (insofern erfolgreiche, und nicht nur versuchte) Beihilfe des Gehilfen zum rechtswidrigen Versuch eines anderen, erfolgreich eine Straftat zu begehen, strafbar (Beihilfe zum Versuch). Denn der (rechtswidrige) Versuch eines Haupttäters ist eine rechtswidrige (und im Regelfall – nämlich bei Schuldhaftigkeit – strafbare) Tat. Damit ist dieser Versuch eine mögliche Haupttat, für die eine Beihilfe, die diesen Versuch fördert, ebenfalls rechtswidrig (und bei Schuldhaftigkeit strafbar) ist.

#### Beispiel: Beihilfe zum Betrugsversuch
Ein Beispiel stellt die (erfolgreiche) Beihilfe zum versuchten Betrug dar. Die auf einen Betrug gerichtete Täuschungshandlung des Haupttäters kann schon vor der Vollendung in einem misslungenen Versuch enden. Dieser Versuch kann durch einen Gehilfen (§ 27 Abs. 1 StGB) unterstützt worden sein. Eine Tat versucht derjenige, der nach den Vorstellungen von der Tat zur Verwirklichung des Tatbestandes unmittelbar ansetzt (§ 22 StGB).
Durch die nach dem Strafmaß untergliederte Schwere der Tat ist Betrug kein Verbrechen (§ 12 Abs. 1 StGB). Allerdings handelt es sich um ein Vergehen, das den Versuch nach § 263 Abs. 2 StGB unter Strafe stellt. Nach § 27 Abs. 1 StGB wird als Gehilfe bestraft, wer vorsätzlich einem anderen zu dessen vorsätzlich begangener rechtswidriger Tat Hilfe leistet. Das gilt auch für die Beihilfe beim Betrugsversuch. Die Strafbarkeit der Nebentat folgt in diesem Fall akzessorisch der Haupttat des versuchten Betruges.

### Beihilfe durch neutrale Handlungen
Umstritten ist, inwieweit strafbare Beihilfe durch äußerlich neutrale, insbesondere alltägliche
oder berufstypische Handlungen geleistet werden kann. Der Bundesgerichtshof hat in seinen Entscheidungen vom 14. Juli 2000 die Verurteilung zweier Notare und Rechtsanwälte durch das Landgericht Oldenburg zu Freiheitsstrafe und befristeter Untersagung der Berufsausübung wegen Beihilfe zum Betrug bzw. zum versuchten Betrug bestätigt, weil ihre Tatbeiträge nicht als berufstypische, neutrale Handlung anzusehen sei, sondern sie zu Täuschungshandlungen in vermögensrechtlichen Angelegenheiten beigetragen hätten.

### Beihilfe nach der Tat
Beihilfe nach der Tat (sukzessive Beihilfe) bezeichnet eine Handlung, die nach vollendeter, aber noch vor beendeter Haupttat verübt wird, um z. B. dem Täter dabei zu helfen, die (ungesicherte) Beute nach einem Diebstahl zu sichern oder sich der Strafverfolgung zu entziehen.
Die Strafbarkeit einer solchen Beihilfe nach der Tat ist in verschiedenen Rechtsordnungen unterschiedlich geregelt. Das amerikanische Strafrecht bedroht die Beihilfe nach der Tat als solche mit Strafe. In Deutschland ist die Behandlung strittig. Während die Rechtsprechung und Teile der Literatur auch in diesem Fall von einer möglichen Beihilfe ausgehen, lehnt eine andere Auffassung diese (außer bei Dauerdelikten wie Freiheitsberaubung) ab.
Dennoch müssen in jedem Fall immer noch – in Abgrenzung zu den allgemeinen Tatbeständen der Beihilfe nach der Tat – die eigenständigen Delikte der Begünstigung (§ 257 StGB) und der Strafvereitelung (§ 258 StGB) geprüft werden.